# フランシス・ウォーカー (バージニア州の政治家)

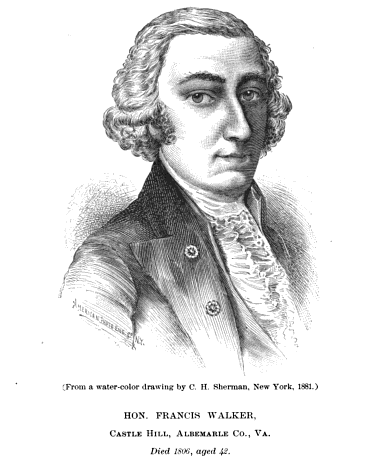
フランシス・ウォーカー

フランシス・ウォーカー（英語: Francis Walker、1764年6月22日 – 1806年3月）は、アメリカ合衆国バージニア州の政治家。バージニア州選出のアメリカ合衆国上院議員ジョン・ウォーカーは兄にあたる。

## 生涯
探検家トマス・ウォーカー（1715年 – 1794年）とミルドレッド・ウォーカー（Mildred Walker、旧姓ソーントン(Thornton)、1778年11月16日没）の息子として、1764年6月22日にバージニア州アルベマール郡コバム近くのキャッスル・ヒルで生まれた。
アルベマール郡の裁判官(magistrate)やバージニア民兵隊第88連隊の隊長を務めた。その後、1788年から1791年までと1797年から1801年までの2期にわたってバージニア州下院議員を、1793年3月4日から1795年3月3日まで第3回アメリカ合衆国議会のバージニア州選出下院議員を務めた。
1806年3月にキャッスル・ヒルで死去、同地の家族墓地に埋葬された。